# Musée de la Terre de l’Académie Polonaise des Sciences
Le Musée de la Terre de l'Académie Polonaise des Sciences à Varsovie (pol. Muzeum Ziemi PAN w Warszawie), créé en 1948 et perpétuant une tradition initiée par la Earth Museum Society en 1932, opère au sein de la structure de l'Académie polonaise des sciences depuis 1959.
Le Musée de la Terre est situé dans deux bâtiments historiques de l'avenue Na Skarpie au centre de Varsovie, perchés sur le haut escarpement de la Vistule.

## Collections
Les collections du musée comprennent plus de 170 000 spécimens et objets couvrant toutes les sciences géologiques, avec une attention particulière pour les minéraux polonais, les pierres précieuses, les météorites et les roches, l'ambre de la Baltique, la flore et la faune fossiles et les documents d'archives sur l'histoire des sciences de la Terre. Il est notamment réputé pour sa vaste collection d'ambre et d'autres résines fossiles, qui se classe parmi les plus grandes collections de sciences naturelles de ce type au monde.

## Expositions permanentes
- Planète Terre
- Processus façonnant la Terre
- Du passé géologique de la Terre

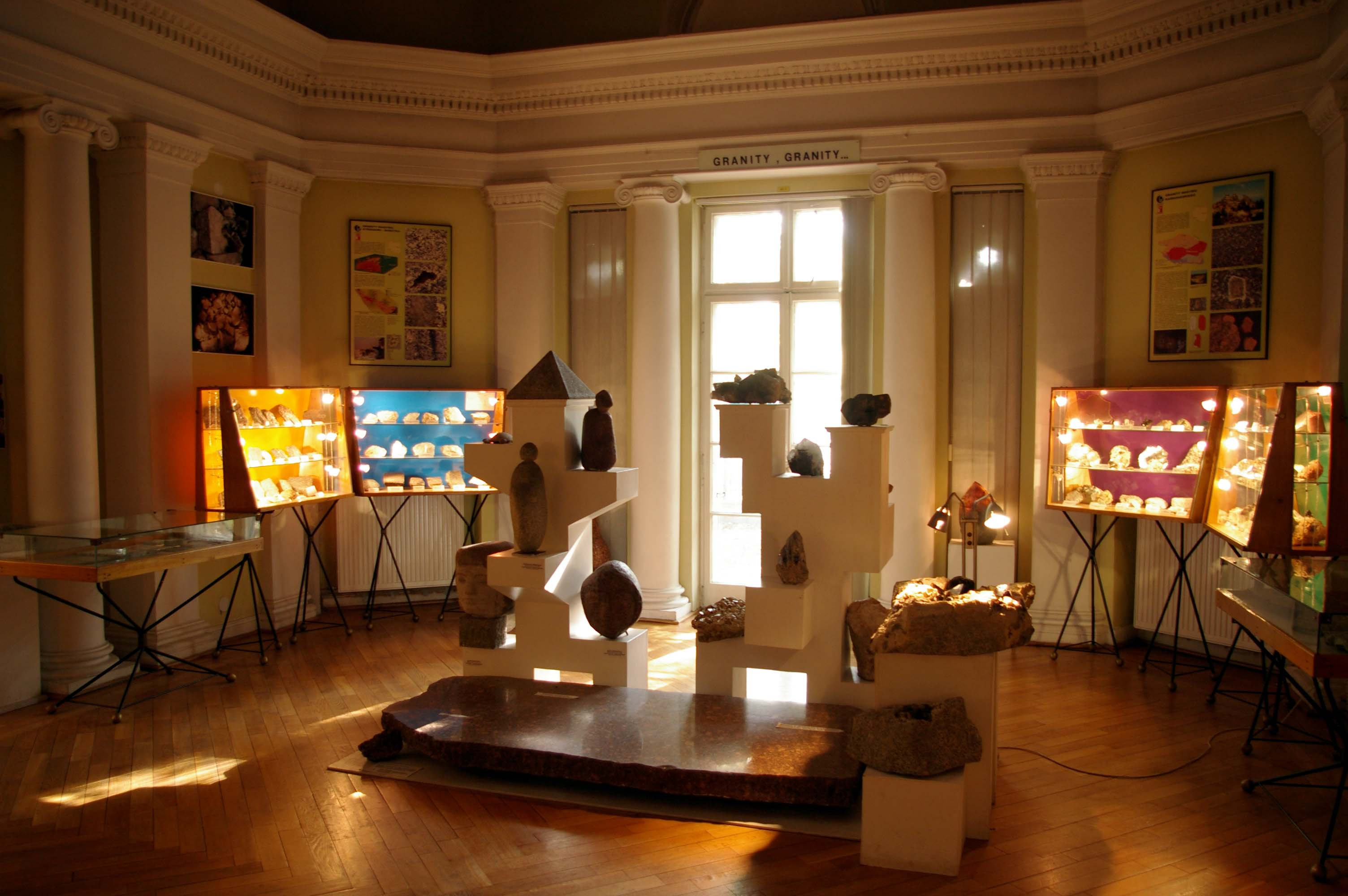
Exposition permanente : Granites.

- Ambre - De la résine liquide à l'art ornemental
- Météorites - Pierres du ciel
- Alphabet minéralogique
- Grands mammifères de l'ère glaciaire
- Granites
- Avant la formation du charbon
- Seigneurs blindés des premières mers
- Extrait des Trésors d'Archives du Musée de la Terre
- Les débuts de la géologie en Pologne
- Chercheurs en sciences de la Terre sur les timbres-poste

## Expositions en plein air
- Monument Blocs erratiques
- Lapidarium - Pierres de construction en Pologne

## Historique - point d'exposition

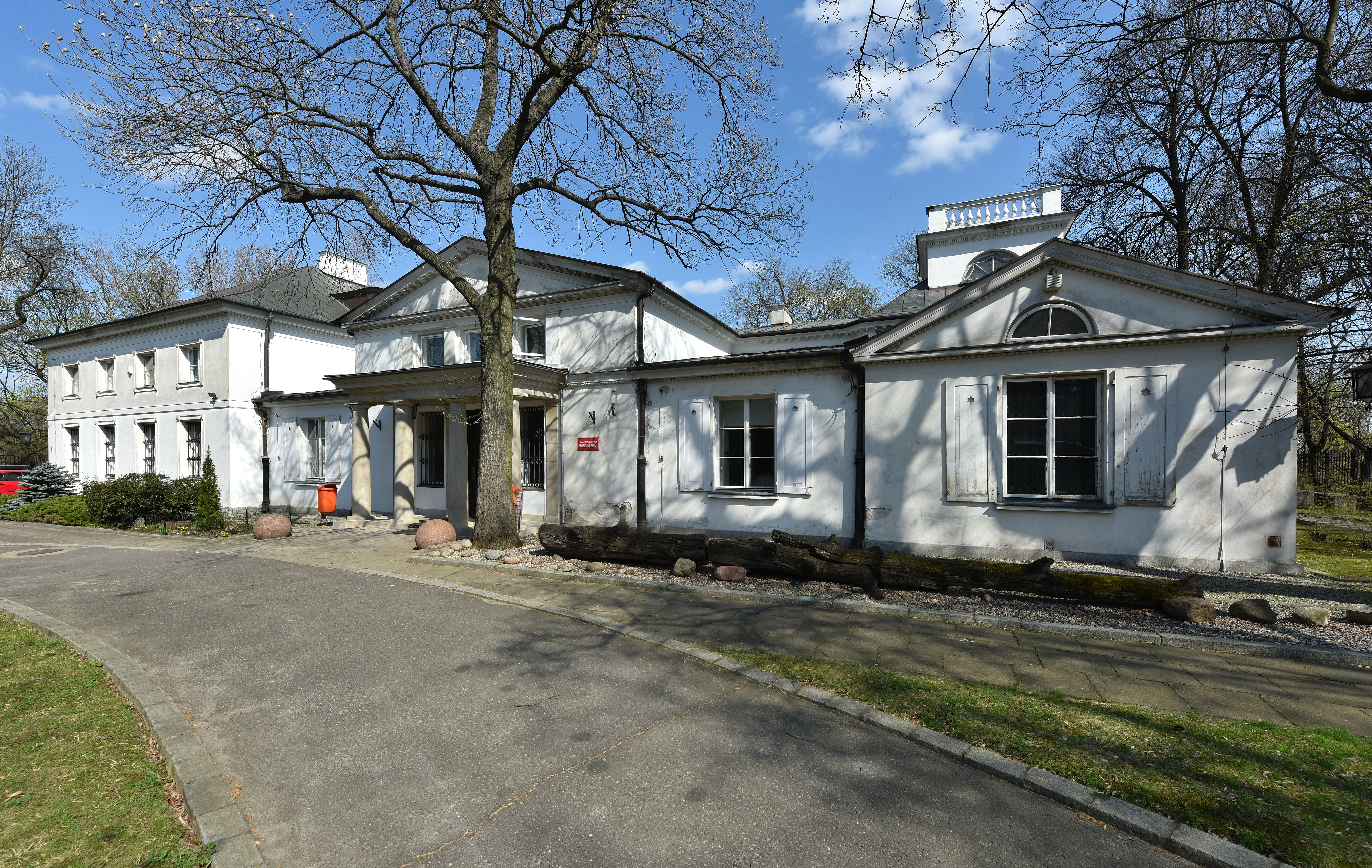
Musée de la Terre à Varsovie, Pologne.

- Musée de la Terre à Varsovie, Pologne.Le sang durable des insurgés de Varsovie: Les traces de sang qui sont conservées sur les marches en marbre des escaliers de la villa Pniewski au 27 Na Skarpie Av., où aujourd'hui le Musée de la Terre a des salles d'exposition, sont uniques en leur genre. Il constitue un lieu de commémoration de l'Insurrection de Varsovie de 1944.